# 荃景圍
荃景圍（英語：Tsuen King Circuit）是香港新界荃灣區柴灣角一個地方，位於荃灣市中心與荃灣西約之間；東近芙蓉山，北近曹公潭，西近下花山、石龍拱，南面則以青山公路－荃灣段、柴灣角工業區為界。區內主要為住宅區，屋苑附設商場提供基本生活消費及服務，亦有津貼中學、小學及幼稚園等。環繞此區的道路亦同樣命名荃景圍，像一條環形道路，全長約1.9公里，大致為雙線雙程路。
元荃古道現時之終點位於荃景圍荃威花園巴士總站附近。

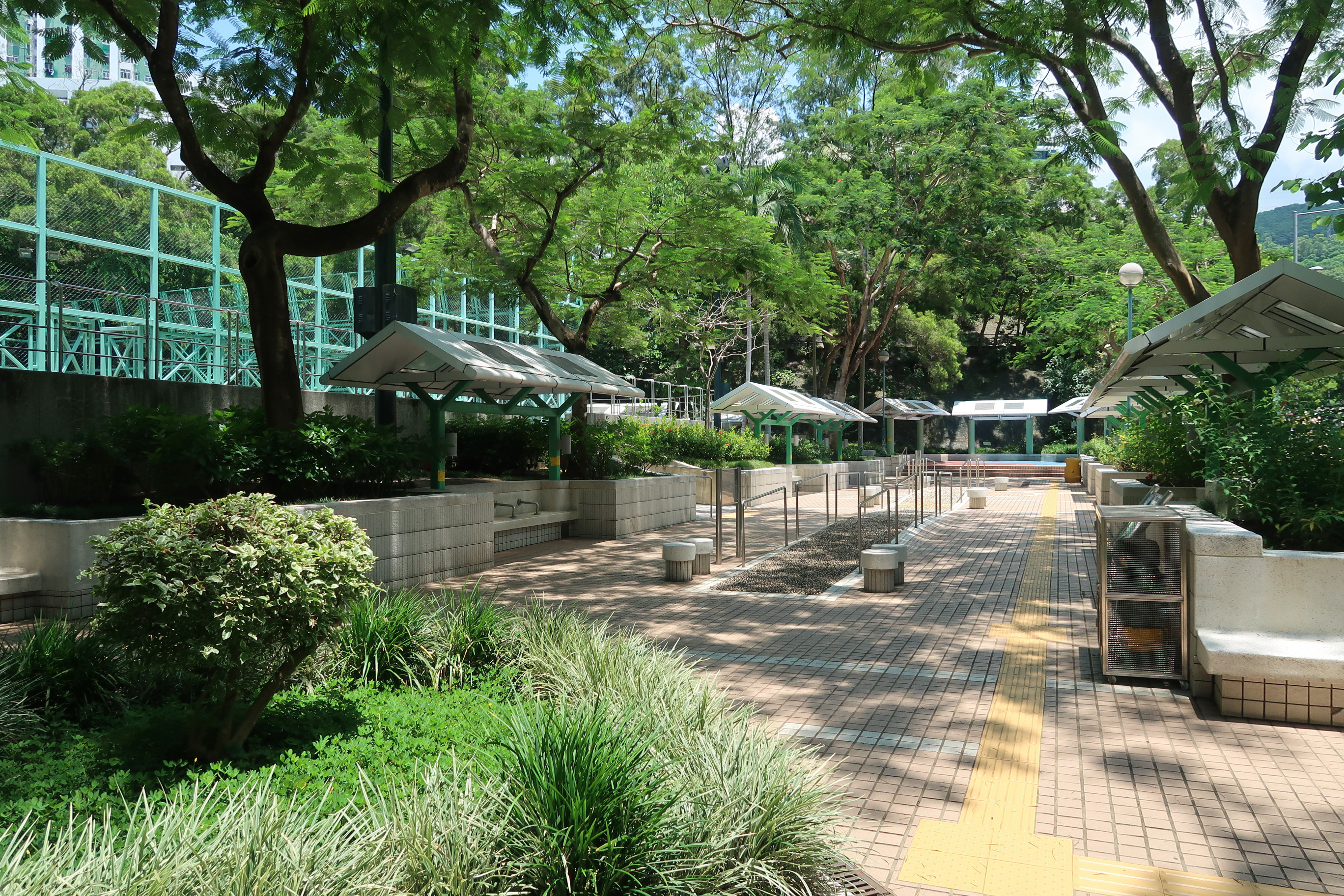
荃景圍遊樂場及休憩花園

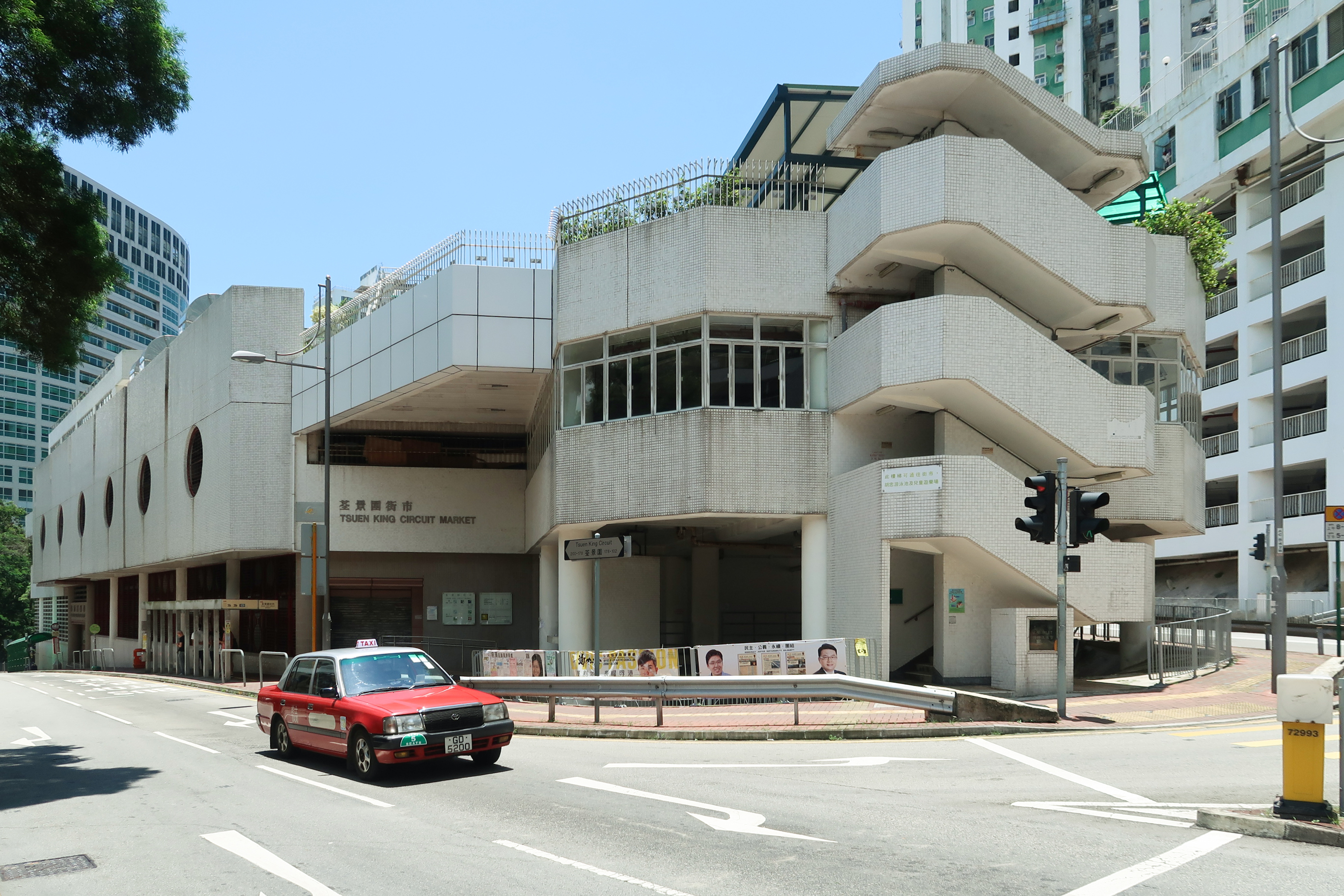
荃景圍街市在1990年建成，食環署以使用率低為由於2018年3月將其關閉

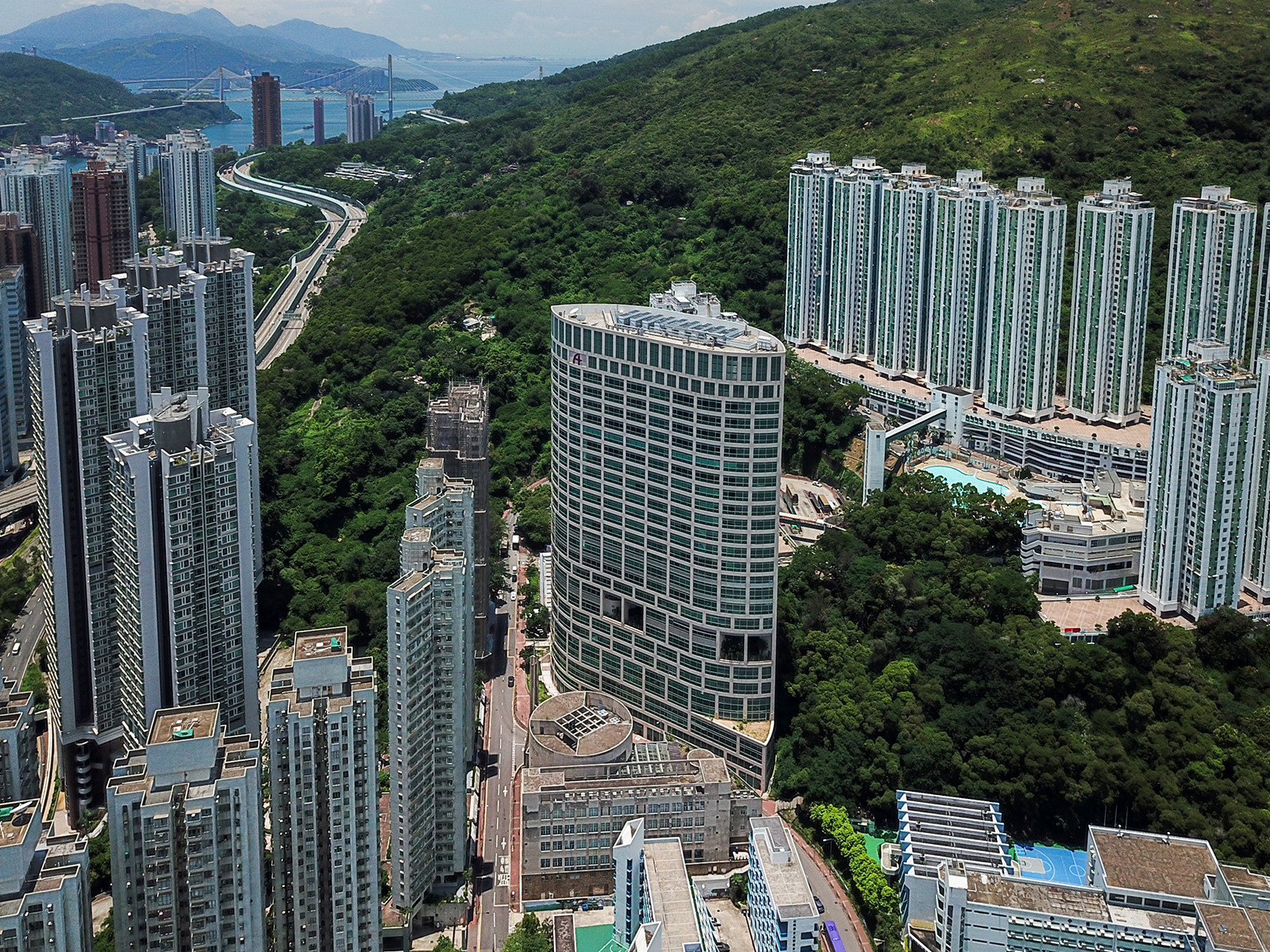
香港港安醫院–荃灣（新醫院大樓）

## 住宅屋苑
- 愉景新城
- 荃威花園
- 荃灣中心
- 荃德花園
- 荃景花園
- 家興大廈
- 翠豐臺
- 千里臺
- 錦豐園

## 中學
- 保良局李城璧中學
- 仁濟醫院林百欣中學
- 紡織學會美國商會胡漢輝中學

## 小學
- 柴灣角天主教小學
- 中華基督教會基慧小學

## 幼稚園
- 萌兒幼稚園
- 荃威幼稚園（已停辦）
- 天主教領報幼稚園 （页面存档备份，存于）
- 心怡天地幼稚園 （页面存档备份，存于）

## 未來發展
施政報告2023，計劃會將荃灣線會延伸至荃景圍站，成為新終點站，屆時荃景圍站將成為計劃中的中鐵線及荃灣線的轉車站，從而作出起分流作用。
新車站可對本區居民帶來便利的交通，荃景圍站的上蓋發展亦可增加當區人口。

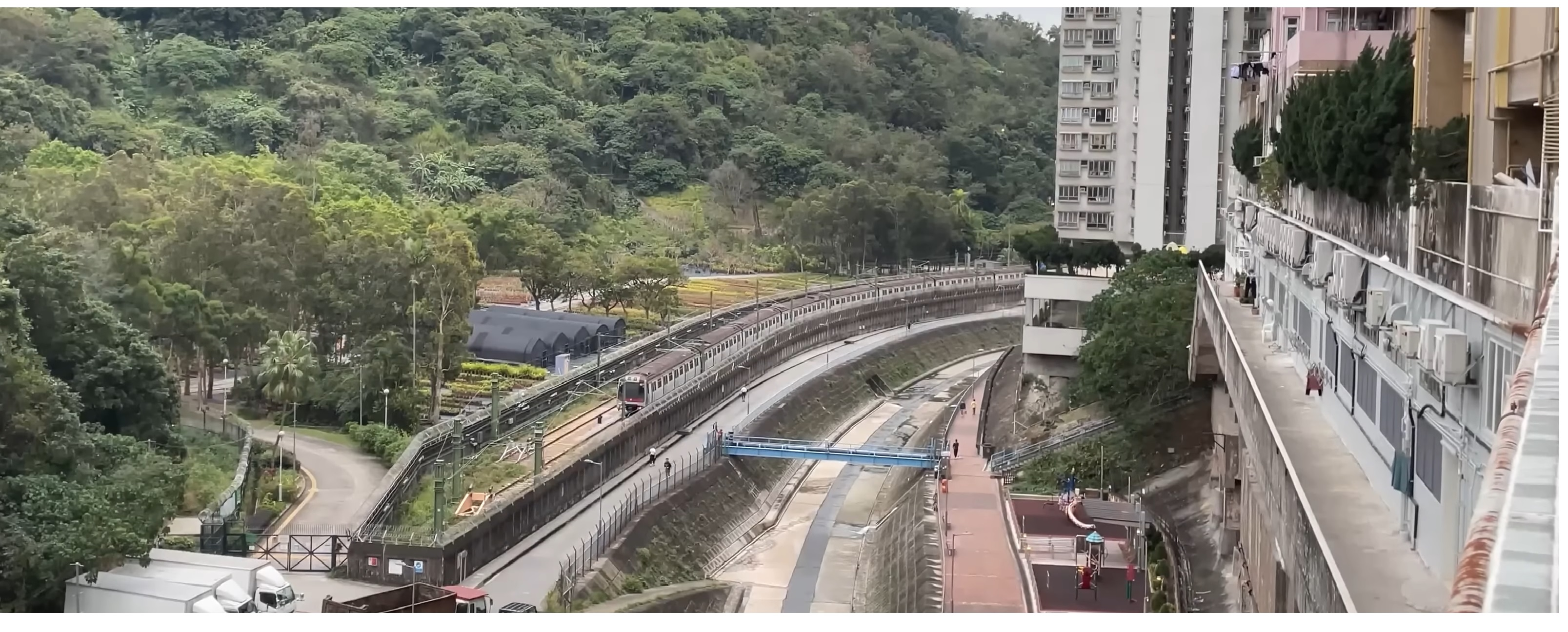
荃景圍車站選址

## 社區設施
- 荃景圍足球場
- 荃景圍胡忠游泳池
- 荃景圍遊樂場
- 柴灣角遊樂場
- 荃景圍街市（已於2018年3月停用，其後成為政府各部門短期臨時倉庫[1][2][3]）
- 聖母領報堂
- 香港港安醫院–荃灣

## 交匯道路
- 沙咀道
- 安賢街
- 安逸街
- 安賢街
- 青山公路－荃灣段

## 區議會議席分佈
為方便比較，以下列表以荃景圍沿線為範圍。
| 年度/範圍                  | 2000-2003    | 2004-2007    | 2008-2011    | 2012-2015    | 2016-2019    | 2020-2023    |
| -------------------------- | ------------ | ------------ | ------------ | ------------ | ------------ | ------------ |
| 荃景花園，愉景新城         | 愉景選區     | 愉景選區     | 愉景選區     | 愉景選區     | 愉景選區     | 愉景選區     |
| 荃灣中心                   | 荃灣中心選區 | 荃灣中心選區 | 荃灣中心選區 | 荃灣中心選區 | 荃灣中心選區 | 荃灣中心選區 |
| 錦豐園                     | 荃威選區     | 荃灣中心選區 | 荃灣中心選區 | 荃灣中心選區 | 荃灣中心選區 | 荃灣中心選區 |
| 荃威花園，家興大廈，千里臺 | 荃威選區     | 荃威選區     | 荃威選區     | 荃威選區     | 荃威選區     | 荃威選區     |
| 翠豐臺                     | 尚未落成     | 荃威選區     | 荃威選區     | 荃威選區     | 荃威選區     | 荃威選區     |
| 荃德花園                   | 荃威選區     | 荃威選區     | 荃威選區     | 荃灣中心選區 | 荃灣中心選區 | 荃灣中心選區 |

註：以上主要範圍尚有其他細微調整（包括編號），請參閱有關區議會選舉選區分界地圖及條目。